# Németh Norbert (zeneszerző)
Németh Norbert (Budapest, 1975. december 21. –) kutatóorvos, zeneszerző.
2013-tól a Debreceni Egyetem Orvos- és Egészségtudományi Centrum Sebészeti Műtéttani Tanszékének tanszékvezetője, 2018-tól egyetemi tanár. Alapítója és három évig karnagya volt a Debreceni Orvostudományi Egyetem Medikus Kamarakórusának, az egyetem Pro Universitate Juventutis (1998) díjasa. Tagja a Magyar Egyházzenei Társaságnak, a Nemzetközi Kodály Társaságnak, az ARTISJUS Magyar Szerző Jogvédő Iroda Egyesület Komolyzeneszerzői Osztályának. Egyik alapítója és vezetőségi tagja a 2003-ban létrehozott „A&S” Zenei Műhelyeknek, 2004-2012 között a Con Spirito Zeneművészeti közhasznú Egyesület elnök-helyettese.

## Életrajza

### Munkássága orvosként
Általános orvosi diplomát 2000-ben, egészségügyi szakmenedzser oklevelet 2006-ban, okleveles közgazdász (MBA szak) diplomát 2013-ban szerzett a Debreceni Egyetemen. Egyetemi doktori (Ph.D.) fokozatot 2004-ben szerzett, 2011-ben habilitált. Kutatóorvosként fő területe véráramlástan (haemorheologia, mikrokeringés). Számos hazai és nemzetközi tudományos társaság tagja, amelyek közül több társaságban lát el funkciókat (International Society for Experimental Microsurgery – választott elnök, International Society for Clinical Hemorheology – vezetőségi tag, Magyar Sebész Társaság Kísérletes Sebészeti Szekció – elnök, Magyar Haemorheologiai Társaság – alelnök, Magyar Laborállat-tudományi Társaság – alelnök). Szerkesztőbizottsági tag többek között a Microsurgery (USA) és az Annals of Plastic Surgery (USA) tudományos folyóiratoknál. Számos kutatási, oktatási pályázat témavezetője vagy résztvevője (OTKA, ETT, TéT, Baross Gábor Program, HEFOP, TÁMOP; Állami Eötvös József Ösztöndíj, MTA Bolyai János Kutatási Ösztöndíj)

### Munkássága zeneszerzőként
A komponálást tizenkét évesen kezdte, azóta is termékeny zeneszerző. A zeneszerzést magánúton, majd Kováts Zoltántól és Madarász Ivántól tanulta. Kompozíciói között szerepelnek zongora- és orgonadarabok, szólóhangszeres, kamara-, vonós és szimfonikus zenekari, valamint kórusművek, requiem, Te Deum, misék és operák. Műveit többször játszották Magyarország területén Ercsiben, Hatvanban, Debrecenben (Szent Anna-templom, Csonka templom, Liszt Ferenc Zeneművészeti Főiskola, Debreceni Egyetem, Csokonai Nemzeti Színház), az Egri Főszékesegyházban, Budapesten (Mátyás-templom, Műegyetem, Bartók Béla Emlékház, Művészetek Palotája, Rátkai Klub, Nádor-terem, „Aranytíz”), a Miskolci Nemzeti Színházban, Sydneyben, Pekingben (Jintai Art Museum, Forbidden City Concert Hall) és Kijevben (Ukrán Zeneszerzők Székháza) ünnepélyeken, hangversenyeken, szerzői esteken, jótékonysági koncerteken.
A Mise a medikusokért (Missa pro artis medicae studiosis) című és több rövidebb darabját (Opening to Eger, Laudate Dominum, Tizedik hét) tartalmazó kazetta 1999-ben jelent meg a Debreceni Orvostudományi Egyetem támogatásával, amely hanghordozót 2000-ben újra kiadtak. A kazettán a művek előadói: Hegyes Gabriella, a Sol Oriens vegyeskar és a debreceni LFZF növendékei Deményi Sarolta vezényletével. A millenniumi évben a Szent István Társulat a Mise partitúráját megjelentette Tardy László ajánlásával. A 2000. április 12-i Mátyás templomi koncerten a Bartók Rádió zenés riportot készített a szerzővel, amely a 2000. augusztus 22-i Hangadó című műsorban hangzott el.
A Sirályok a szabadság egén: Tisztelgés az 1956-os forradalom ifjúsága előtt című szimfonikus költemény a Budapesti Műszaki és Gazdaságtudományi Egyetem „1956” Alapítványának felkérésére a 2000. évi október 22-i ünnepélyre készült Győri Magda 1956 című novellája alapján. A mű nagy sikerű ősbemutatóján a Műegyetemi Szimfonikus Zenekart Bartal László vezényelte, az ünnepséget az MTV1 és a Duna Televízió élőben közvetítette. A mű 2001-ben megjelent a BME promóciós CD-jén a Műegyetemi Szimfonikus Zenekar előadásában. A zenemű partitúráját az „Ars et Sanitas” 2001-ben megjelentette Bartal László ajánlásával. A szimfonikus költemény elhangzott 2006. október 20-án Pekingben, a Magyar Nagykövetség, Dr. Mészáros Sándor nagykövet és Mészáros Zsuzsanna kulturális attasé által rendezett ünnepségen a pekingi Hszinja Kungcsi (Xinya Kongqi) Szimfonikus Zenekar (művészeti vezető: Nicholas M. Smith) előadásában, a szerző vezényletével.
Ercsi várossá válására írt nyitánya 2000-ben jelent meg CD-n. A zenemű Ercsi „himnuszává” vált.
A Hazug románc című háromfelvonásos opera 2001-re készült el, a szövegkönyvet a zeneszerző ötlete alapján Győri Magda írta. A mű olasz nyelvű műfordítását 2002-ben Várnai Dóra, angol nyelvű fordítását 2006-ban Domján Linda készítette el. Az opera zenéje modern, de harmonikus dallamvilággal az XIX. századi operák előtt való tisztelgés jegyében készült.
2003 nyarára elkészült film promóciós célból, keresztmetszetben mutatja be a Hazug románc című operát és a zeneszerzőt. 2003. augusztus 29-én az Ercsi Eötvös Napok keretében szimfonikus zenekar és énekművészek közreműködésével hangzott el az opera keresztmetszet-bemutatója. A koncertfelvétel néhány részletét és a Debrecenben 2004-ben megrendezett 7th Congress of the International Society for Experimental Microsurgery megnyitójára Prof. Dr. Furka István felkérésére írt Commemoratio című ének-orgonafantáziát tartalmazó CD 2004-ben jelent meg.
2009. április 17-én Németh Norbert zenéjének bemutatására nagyszabású koncert került megrendezésre Kínában Peking legfrekventáltabb koncerttermében, a Forbidden City Concert Hallban. A koncert első felében a Hazug románc című három operának részletei hangzottak el olasz nyelven: amerikai, osztrák, svéd és kínai énekművészek tolmácsolásában a Hszinja Kungcsi (Xinya Kongqi) Szimfonikus Zenekar (új neve: Peking Sinfonietta) előadásában, Nicholas M. Smith, zeneakadémiai professzor vezényletével. A koncert második fele a Szimfonikus utazás a Dunától a Jangcéig címet viselte, amelyben elhangzott a Sirályok a szabadság egén, valamint a From Anatolia – Fantasia for Strings és a Mystic China – Symphonic pictures darabok ősbemutatójára került sor Csin Je (Jin Ye) karmester, a Pekingi Zeneakadémia tanára vezényletével. A koncert Gerald M. Clarke (Írország) szponzorálásával jött létre.
2011. január 28-án Kijevben az Ukrán Zeneszerzők Szövetségének Székházában került megrendezésre Almássy Zoltán (Ukrajna) és Németh Norbert (Magyarország) szerzői estje Musical Dialogues: Ukraine – Hungary címmel a Kyivska Kamerata előadásában, Valerij Matyukhin vezényletével. A hangversenyen elhangzottak Almássy Zoltán Genesis, Chamber cantata és Nostalgia for cello című művei, valamint Németh Norbert From Anatolia – fantasia for strings, Három Aquarell és az erre az alkalomra komponált In Khmelnytsky’s Land (Hmelniczkij Földjén) című művei. A koncert a Magyar Köztársaság Külügyminisztériuma és Kijevi Nagykövetsége támogatásával jött létre.
A Debreceni Egyetem Professzori Klub és elnöke, prof. dr. Oláh Éva felkérésére született meg a Laudatio Symphonica Universitatis Debreceniensis című szimfonikus mű a Debreceni Egyetem centenáriumi ünnepségére. Ősbemutatójára a Centenáriumi Díszelőadáson, 2012. február 3-án a Csokonai Színházban került sor, a Zeneművészeti Kar Szimfonikus Zenekarát Hámori Máté vezényelte. A Centenáriumi Évhez kapcsolódóan az Orvos- és Egészségtudományi Centrum részére egy külön mű, az Ünnepi fanfár készült el, amely először a 2012. február 18-án megrendezett, DE OEC VII. Kapcsolat napján szólalt meg.
Az elmúlt néhány évben komponált fafúvós szólóhangszeres és kamaraművei rendszeresen és sikerrel szólalnak meg az ország több koncerttermében (Nádor terem, Rátkai Klub, Bartók Béla Emlékház, MÜPA). Legutóbb, a Debreceni Egyetem Zeneművészeti Kar Liszt termében, 2012. november 26-án Kováts Zoltán és Németh Norbert közös szerzői estjén, amelyet a Bartók Rádió rögzített.

### Művei

#### Szóló hangszeres művek
- 1994 – Quoddam lucidus est – zongora
- 1995 – Tizedik hét – zongora
- 1995 – Öt intermezzo – orgona
- 2000 – Salutatio festa – orgona
- 2004 – Három aquarell – klarinét
- 2005 – Memento – fagott
- 2007 – Canyon voices – trombita
- 2009 – Egy leprechaun bűvös titka – basszusklarinét
- 2009 – Laudatio – orgona

#### Kamaraművek
- 1995 – Scherzo minuto – fuvola, klarinét, két fagott
- 1997 – Opening to Eger – két trombita, orgona
- 2009 – Trio – klarinét, fagott, zongora
- 2011 – Monostorerdei diófák – klarinét, basszusklarinét, fagott
- 2011 – Ünnepi fanfár – két kürt, két trombita, harsona, tuba
- 2012 – Nyárutó – oboa, klarinét, basszusklarinét, fagott

#### Vokális művek
- 1994 – Requiem – S-A-T-B szólisták, vegyeskar, szimfonikus zenekar, orgona
- 1997 – Laudate Dominum – mezzoszoprán hang, hegedű, orgona
- 1997 – Psalmus CXXX – vegyeskar
- 1996 – Missa pro artis medicae studiosis (Mise a medikusokért) – mezzoszoprán hang, hegedű, vegyeskar, orgona – (revisio 2009)
- 2004 – Commemoratio – mezzoszoprán hang, orgona
- 2005 – Harlequin dala – bariton hang, zongora
- 2005 – Psalmus XCI – vegyeskar
- 2007 – Vocalise – bariton hang
- 2012 – Te Deum – S-A-T-B szólisták, fiúkórus, vegyeskar, szimfonikus zenekar

#### Zenekari művek
- 1995 – Az éjféli rózsa – kamarazenekar
- 1999 – Ercsi üzenete – kamarazenekar
- 2000 – Sirályok a szabadság egén – szimfonikus zenekar
- 2008 – Mystic China – Symphonic Pictures – szimfonikus zenekar
- 2008 – From Anatolia – Fantasia for Strings – vonós zenekar
- 2010 – Hmelniczkij földjén – vonós zenekar
- 2011 – Elegia con scherzo – vonós zenekar
- 2011 – Laudatio Symphonica Universitatis Debreceniensis – szimfonikus zenekar
- 2012 – Aias – fantázia szimfonikus zenekarra

#### Színpadi művek
- 2001 – Hazug románc, opera három felvonásban
- 2002 – Monsignore del Dongo, operajelenetek két képben

## Elismerései
- 1998 – Pro Universitate Iuventutis kitüntetés, Debreceni Orvostudományi Egyetem[3]
- 2001 – Közművelődési Díj, Ercsi[3]
- 2010 – Ercsi Város Díszpolgára[3]
- 2013 – Debrecen Kultúrájáért Alapítvány Alkotói Ösztöndíja[3]
- 2014 – Debrecen Város Csokonai-díja[4]

### További elismerései
2013-ban a Bartók Plusz Operafesztivál által első alkalommal meghirdetett A jövő kulcsa című operaíró versenyen a Hazug románc című opera olasz változata a legnagyobb közönségsikert aratva nyertes (megosztott elsődíjas) versenydarabként szerepelt. Ugyancsak 2013-ban a Hazug románc című opera olasz változata a Boston Metro Opera (BMO) társulat által meghirdetett nemzetközi zeneszerző versenyen elnyerte a BMO Mainstage Award-ját.

## További információ
- Németh Norbert: Németh Norbert zenei CV-je. (Hozzáférés: 2013. október 30.)
- Szegedi Magdolna: „Fontos kapocs, hogy a kutatómunkát és az alkotómunkát is a megismerni vágyás hajtja”[halott link], Beszélgetés Németh Norbert kutatóorvos-zeneszerzővel, Egyetemi Élet, 2015. december, 28–29. old.